# Baron Doverdale

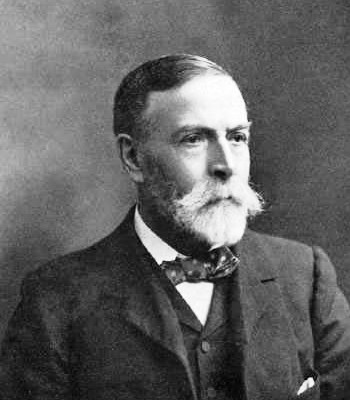
Edward Partington, 1. Baron Doverdale

Baron Doverdale, of Westwood Park in the County of Worcester, war ein erblicher britischer Adelstitel in der Peerage of the United Kingdom.
Der Titel wurde am 30. Juni 1917 für den Industriellen und Politiker Sir Edward Partington geschaffen. Der Titel erlosch beim Tod seines Enkels, des 3. Barons, am 18. Januar 1949.

## Liste der Barons Doverdale (1917)
- Edward Partington, 1. Baron Doverdale (1836–1925)
- Oswald Partington, 2. Baron Doverdale (1872–1935)
- Edward Alexander Partington, 3. Baron Doverdale (1904–1949)